# Šenčur
Šenčur – wieś w Słowenii, w gminie Šenčur. W 2018 roku liczyła 3237 mieszkańców.